# LaRon Dendy
LaRon Marquise Tarell Dendy (Greenville, 18 dicembre 1988) è un ex cestista statunitense, professionista in Europa.